# Maison de bois (Mâcon)
La maison de bois est une habitation située rue Dombey à Mâcon, dans le département français de Saône-et-Loire.

## Histoire
Construite entre 1490 et 1510, elle est certainement la plus ancienne maison de la ville.
Elle est classée aux monuments historiques depuis le 2 avril 1920.